# BredaMenarinibus Monocar 230
Il BredaMenarinibus Monocar 230 è un autobus italiano prodotto dal 1993 al 1998.

## Progetto
All'inizio degli anni novanta la bolognese BredaMenarinibus strinse un accordo con l'azienda tedesca MAN AG per la realizzazione di una gamma di autobus a pianale ribassato con cui inserirsi sul mercato italiano, allora in fase di stallo. La casa tedesca aveva già messo in commercio alcuni autobus ribassati: gli NL202, NG202 e NM153, a partire dai quali venne sviluppata la nuova gamma italiana.

## Caratteristiche tecniche
Il veicolo, è equipaggiato con motore MAN, cambio automatico VOITH e rinvio angolare:
- Motore MAN D0824 LOH05 sovralimentato, con intercooler posteriore trasversale,
raffreddamento ad acqua, ciclo diesel, quattro tempi, iniezione diretta, 4 cilindri in linea verticale, valvole in testa due per cilindro, pompa di iniezione Bosch con regolatore RQV.
Alesaggio per corsa 108 x 125 mm.
3 Cilindrata totale 4,58 litri (4580 cm).
Potenza max 155 CV (114 kW) a 2400 giri/min. 
Coppia max 590 Nm a 1400 giri/min.
- Cambio automatico VOITH MIDIMAT BR con convertitore da 12,5 pollici (31,75cm).
È un cambio completamente automatico, idrodinamico-meccanico con un convertitore di coppia a più stadi e più fasi, seguito da un riduttore - invertitore epicicloidale a tre marce, nonché da un retarder idrodinamico.
È stato scelto perché molto leggero e molto compatto con un peso di 156kg a secco (versione BR) con massima capacità di trasporto di 12 tonnellate studiato per percorsi urbani e pianeggianti, forse non idoneo alla circolazione in percorsi acclivi, questo è il motivo per cui il cambio risulterá inaffidabile e porterá la VOITH a sviluppare ulteriormente il cambio fino ad arrivare alla 7ª versione (Type7 o T7) del cambio e fino alla 5ª versione (Type5) della centralina cambio, con numerosi accorgimenti migliorandone la affidabilità.

## Versioni
Per adattarsi alle esigenze delle singole aziende di trasporto, il Monocar 230 è stato proposto in più versioni:

### Monocar 230 M (Medio)
- Lunghezza: 8,9 metri
- Alimentazione: Gasolio
- Allestimento: Urbano (MU), Suburbano (MS)
- Porte: 3 (MU), 2 (MU) , 3 (MS) , 2 (MS)

### Monocar 230 C (Corto)
- Lunghezza: 7,7 metri
- Alimentazione: Gasolio
- Allestimento: Urbano (CU)
- Porte: 2

Inoltre il monocar 230 si può anche dividere in altre due versioni, si distinguono principalmente per la classe ambientale del motore:
- Prima serie con motore E1 (1993-1996 circa).
- Seconda serie con motore E2 (1996- fino a fine produzione).

## Diffusione

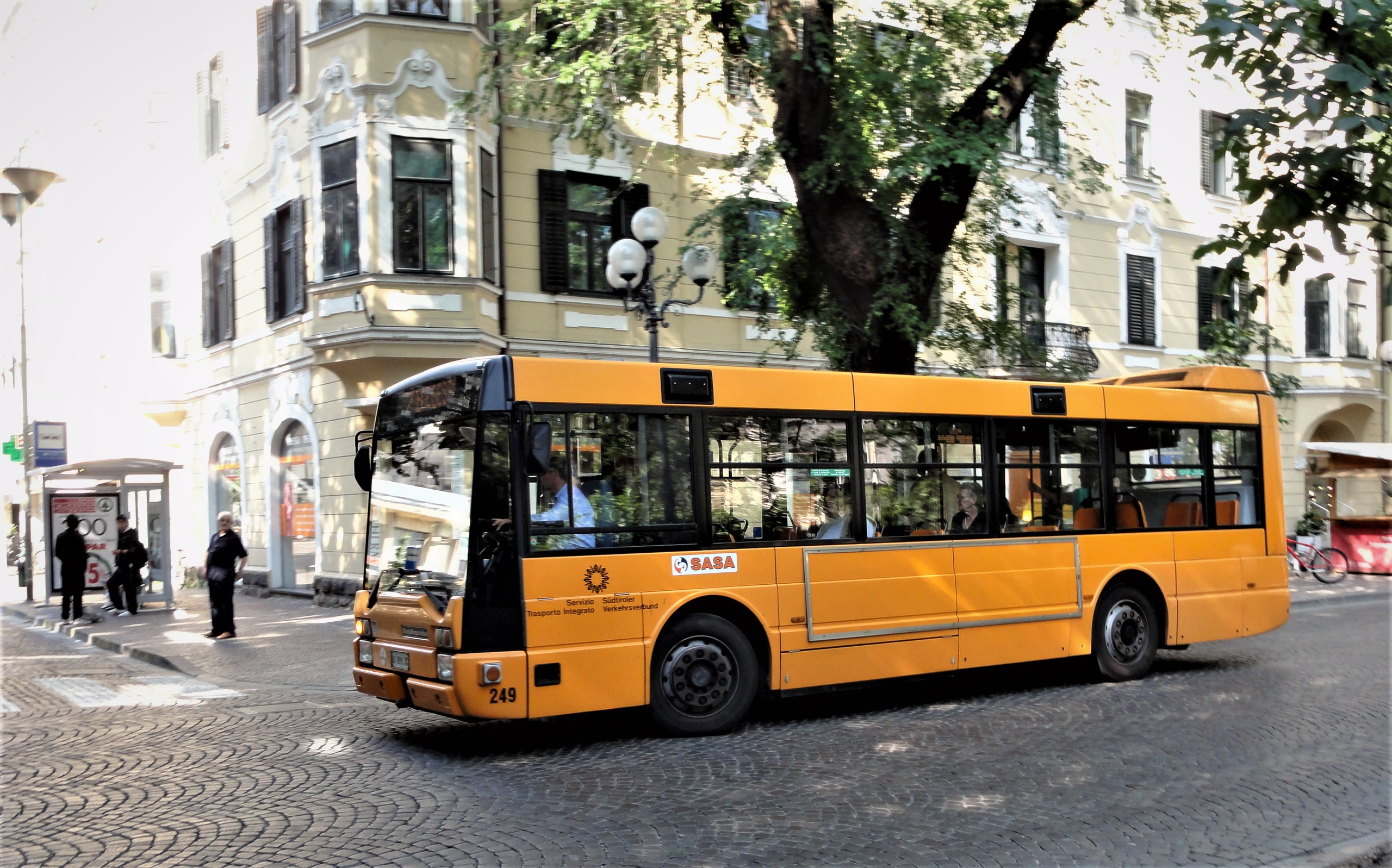
Monocar 230 in servizio a Bolzano

Il Monocar 230, pur nascendo in un periodo difficile per il mercato italiano, ha conosciuto una discreta diffusione sul territorio italiano. Grandi quantitativi di questo modello sono stati acquisiti presso ATAC Roma, AMT Genova, ATC Bologna (poi TPER); hanno inoltre prestato servizio presso CLAP Lucca, CPT Pisa (entrambe poi confluite in CTT Nord), GTM Pescara, ATM Messina, TPM Monza, Circumvesuviana, ACT Trieste, CTP, ANM di Napoli e moltissime aziende piccole.
Sei esemplari di M230/1E2CU sono stati acquistati nel 1996 dalla SEMITAG di Grenoble (francia) e sono stati distolti dal servizio nel 2006 , è stata salvata la vettura numero 125 dall'associazione "standard 216".
In Italia sono stati preservati due esemplari di Monocar 230, entrambi grazie all'associazione di autobus storici Storicbus. 
Le vetture in questione sono due M230/1E2MU 3P: 
-La prima salvata a dicembre 2021 si tratta della vettura 4536 di AMT Genova immatricolata a gennaio 1998.
-La seconda salvata a gennaio 2022 si tratta della vettura 2911 di TPER Bologna (ex ATC Bologna) immatricolata a gennaio 1996.